# Magnalata
Magnalata is een geslacht van kevers uit de familie glimwormen (Lampyridae). Het geslacht werd voor het eerst wetenschappelijk beschreven in 2009 door Ballantyne.

## Soorten
- Magnalata limbata (Blanchard, 1853)

### Synoniemen
- Magnalata carolinae (E. Olivier, 1911) => Atyphella carolinae (Olivier, 1911)
- Magnalata rennellia Ballantyne, 2009 => Atyphella rennellia (Ballantyne, 2009)